# Exomalopsis atlantica
Exomalopsis atlantica är en biart som beskrevs av Silveira 1996. Exomalopsis atlantica ingår i släktet Exomalopsis och familjen långtungebin. Inga underarter finns listade i Catalogue of Life.